# 舒鳩國
舒鳩，春秋时代吴国与楚国之间今安徽省舒城县的群舒的一支，根据孔颖达《春秋左传正义·文公十二年》所引的《世本》记载，群舒包括舒庸、舒蓼、舒鸠、舒龙、舒鲍、舒龚，皆为偃姓。春秋时期沦为楚国的附庸，春秋中期吴国兴起，舒鳩因为联合吴国而最终为楚国灭亡。
舒鳩为群舒的一支，同为楚国附庸。《春秋左氏传·文公十二年》记载，公元前615年，群舒背叛楚国，楚国令尹成嘉俘获舒国君主和宗国君主，并进而围攻巢国 。
《春秋左氏传·襄公二十四年》记载，公元前549年，吴国召舒鳩人背叛楚国，楚康王攻入舒鳩国境，在荒浦驻兵，派沈尹寿和师祁犁责备舒鳩。舒鳩子（舒鳩国君）恭恭敬敬地迎接这两个人，让他们告诉楚王称并未背叛楚国，楚师撤退。下一年公元前548年，舒鳩人背叛楚国，与吴国军队联合。楚国令尹屈建率师讨伐舒鳩，吴国援救舒鳩，楚师在会战中大败吴师。并进而灭亡舒鳩。